# لاداگو (داکوتای شمالی)
لاداگو (به انگلیسی: Ladoga) یک منطقهٔ مسکونی در ایالات متحده آمریکا است که در شهرستان کیدر، داکوتای شمالی واقع شده‌است. لاداگو ۵۵۱٫۰۹ متر بالاتر از سطح دریا واقع شده‌است.